# سی سرپنت (کشتی تندرو)
سی سرپنت (کشتی تندرو) (به انگلیسی: Sea Serpent (clipper)) یک کشتی است که طول آن ۲۱۲ فوت (۶۵ متر) می‌باشد. این کشتی در سال ۱۸۵۰ ساخته شد.